# La Cova (Sant Llorenç d'Hortons)
La Cova és una obra del municipi de Sant Llorenç d'Hortons (Alt Penedès) inclosa en l'Inventari del Patrimoni Arquitectònic de Catalunya.

## Descripció
Es tracta d'una masia d'aspecte humil, composta per dos casals rectangulars, a dues vessants, un amb celler de gran volta, planta i pis i l'altre de planta, pis i terrat, renovats els volts del 1918. Distribució interior molt alterada però encara amb l'existència d'una gran entrada i gran sala distribuïdora de les habitacions al pis superior. A primeries dels anys 40, fou molt reformada i l'aspecte, especialment exterior, quedà totalment modificat. Es conserva rellotge de sol amb la data del 1825.

## Història
L'origen del nom d'aquesta masia prové d'una cova molt propera a la casa ensorrada el 9 d'abril del 1969, on segons tradició hi habitaren els avantpassats abans de construir-se l'edifici actual. A la casa es conserva una caixa amb documents que s'inicien el segle xviii, esperant el seu estudi.